# Bockschaft
Bockschaft is een plaats in de Duitse gemeente Kirchardt, deelstaat Baden-Württemberg.